# Glaucopsyche lycormas
Glaucopsyche lycormas is een vlinder uit de familie van de Lycaenidae. De wetenschappelijke naam van de soort is voor het eerst geldig gepubliceerd in 1866 door Butler.

## Ondersoorten
- Glaucopsyche lycormas lycormas
- Glaucopsyche lycormas lederi O. Bang-Haas, 1907
- Glaucopsyche lycormas scylla (Oberthür, 1880)
- Glaucopsyche lycormas tomariana (Matsumura, 1928)